# Dīmītrīs Tsaldarīs
Dīmītrīs Tsaldarīs (in greco Δημήτρης Τσαλδάρης?; Pireo, 7 marzo 1980) è un ex cestista e allenatore di pallacanestro greco.

## Carriera
Ha iniziato la sua carriera da cestista professionista nel 2001 nella sua nazione, la Grecia, dove è rimasto sino 2009 (giocando in 4 squadre diverse nell'arco di 8 stagioni). Nel 2006 è stato eletto Miglior Giovane del Campionato greco. 
Ha partecipato a 2 edizioni dell'All Star Game del Campionato greco (2008 e 2009).
Approda in Italia nell'ottobre del 2009 alla Nuova A.M.G. Sebastiani Basket Rieti per poi trasferirsi a metà dell'anno alla Sutor Montegranaro dove disputa un buon campionato realizzando una media di 8,1 punti per partita e terminando la stagione al sesto posto della classifica.
Nei play-off successivi Montegranaro perde 3-0 contro l'Olimpia Milano. Nel luglio del 2010 ha firmato un contratto con la Dinamo Basket Sassari.